# Zhang Liang
Zhang Liang (nome original: 张 亮; Ningxia, 1 de março de 1983)  é um ciclista olímpico chinês. Liang representou a sua nação durante os Jogos Olímpicos de Verão de 2008, em Pequim.